# 未加工甜味剂列表
未加工甜味剂列表包括所有天然的，未精炼的和低加工的甜味剂。
甜味剂一般来自于植物的果实和汁液，但也有一些甜味剂通过植物的其他部位制作，甚至是整株植物。有些甜味剂是来自经过酶处理过的淀粉。来自于动物的甜味剂独立的归为一类，因为这些甜味剂来自于不止一种植物。

## 汁液
- 紅糖：甘蔗的汁液
- 糖高粱：高粱的沖液
- 枫糖：楓樹的汁液
- 樺樹糖漿
- 棕櫚糖
- 龍舌蘭糖

## 果实
- 羅漢果

## 叶子
- 甜菊葉